# LBJ ケネディの意志を継いだ男
『LBJ ケネディの意志を継いだ男』（エル・ビー・ジェイ ケネディのいしをついだおとこ、原題：LBJ）は、2016年のアメリカ合衆国の伝記映画。監督はロブ・ライナー、主演はウディ・ハレルソンが務めた。ジョン・Ｆ・ケネディ大統領暗殺を受け、副大統領から大統領に昇格したリンドン・B・ジョンソンの苦悩を描いている。

## ストーリー
物語は、1963年11月22日、テキサス州ダラスの空港でリンドン・B・ジョンソン副大統領とその妻レディ・バード・ジョンソンがジョン・F・ケネディ大統領とジャッキー・ケネディ大統領夫人を迎えるところから始まる。ケネディが群衆に温かく迎えられる一方、自分の出身州にも拘わらずほぼ無視されてしまっているジョンソンは明らかに不機嫌になる。
その4年前、ジョンソンは上院多数党（民主党）院内総務であり、同僚議員に対して自分が支持する農業法案に賛成するよう要請していた。そのような会合の中で、ジョンソンは自分と同じテキサス州選出の1年生上院議員ラルフ・ヤーボローに対し、1960年の大統領選挙で民主党候補として何故自分を支持しないのかを尋ねた。ヤーボローはジョンソンではなく、よりリベラルに近く、テレビなどを通じて人気が盛り上がってきているケネディを支持するつもりなのである。
テキサス州のジョンソン牧場で、ロバート・F・ケネディはジョンソンに大統領の座を目指す積りか否かを直接尋ね、ジョンソンはその積りは無いと確約した。暫くして、ケネディが予備選で支持を集め続ける中、ジョンソンが出馬の意向を公には否定し続けているにも拘わらず、「ジョンソンを大統領に」の機運が盛り上がり始める。ジョンソンの取り巻きは、ジョンソンが出馬を公にすることによりケネディへの注目を少しでも奪うことを提案するが、ジョンソンは党大会の場に懸ける積りでいる。ジョンソンは心の中では、自分はケネディに太刀打ち出来ないのではないかと恐れている。ケネディはその外見と即座に相手を魅了する力により国民に愛されており、国民の愛は自分には向けられないのではないかとジョンソンは恐れているのである。党大会で投票が進む中、ジョンソンは嘗ての約束を破ったとボビー・ケネディに責められる。そしてケネディは流れが自分たちに有利に変わったことを知り、ジョンソンへの意趣返しを果たす。ケネディは最初の投票で指名を勝ち取る。
しかし、ジョン・ケネディは弟やケネス・オドネルらの顧問に相談すること無く、ジョンソンに副大統領候補になるよう要請した。ケネディは仲間内で、ジョンソンが議会を去れば、自分たちに敵対させるのではなく自分たちのために働かせることが出来るのだと説明する。ジョンソン自身は、閑職と言われ続けてきた副大統領職をより強力な地位に変えることを考え、副大統領候補への要請を受諾する。そして、ケネディとジョンソンは、1960年の選挙で史上最小の一般投票の差でリチャード・ニクソンとヘンリー・ロッジ・ジュニアを破る。
ジョンソンは副大統領としての初期の頃、全ての政府機関に対し「これらの任務の遂行において副大統領に全面的に協力する」よう要請することで自身の権限を強化しようとした。ジョンソンを軽蔑し、ボビー・ケネディ（今や司法長官となっている）を支持する大統領補佐官たちはジョンソンの影響力を殺ぐことに努めるが、ケネディ大統領自身は副大統領を敵に回さないように慎重で、あらゆる問題でジョンソンと連携するようオドネルに指示した。
大統領は公民権法に取り組むプログラムの一環として、新しい「雇用機会均等委員会」の委員長にジョンソンを任命した。委員会の最初の会合は、委員会を構成する予定だった閣僚たちが代理を派遣したため、開催の意味が無いものとなり、早々に終了する。ジョンソンは自身の不安定な状況を認識しており、盟友であり政界での師でもあるリチャード・ラッセル上院議員（ジョージア州選出）が率いる南部民主党がケネディ兄弟の如何なる動きにも反対することを承知の上で、公民権に関する妥協を推し進めると自分の補佐官らに告げる。ジョンソンは、ラッセルの地元ジョージア州のロッキード社の工場に軍用機の製造を発注することと引き換えに、同工場における雇用の機会均等を支持するようラッセルを説得し、ささやかな勝利を収めたと主張するが、ラッセルが公民権に関する他の如何なる妥協案も考慮することを拒否している。
大統領は、ジョンソン抜きで事を進めるべきだというボビーの提案を受け入れる。この決定により、ジョンソンは更に遠ざけられることになる。ジョンソンが友人のサラ・T・ヒューズを連邦判事に任命するようケネディを説得しようとしたが、ケネディ兄弟がそれを一顧だにしなかったことから、ジョンソンの影響力の無さが露呈してしまう。ジョンソンは、1968年に大統領に立候補するというボビー自身の野心に対抗出来ないように、ボビーがジョンソンを無力にしようとしているのだと結論付ける。
場面はダラスに戻る。ジョンソンは、車列で通りを走っている時に銃声を聞く。シークレットサービスは彼を近くの病院に安全に運び、ケネディが撃たれたことを告げる。ケネディは間もなく死亡が宣告され、ジョンソンが大統領に就任することとなる。シークレットサービスはジョンソンを直ちにホワイトハウスに行かせたいと考えるが、ジョンソンは夫と離れることを拒否しているジャッキー・ケネディ抜きでダラスを離れることを拒否する。ジョンソンは正しい大統領の地位継承の手続きについて尋ねるためにボビー・ケネディに電話し、ボビーは渋々ながらも、いつでも就任の宣誓をすることが出来ると告げた。ボビーの希望に反して、ジョンソンはエアフォース・ワンの機内で、ジャッキー・ケネディを横に宣誓を行った。宣誓式を執り行ったのは、嘗てジョンソンが連邦判事に推薦した裁判官サラ・ヒューズであった。
彼がワシントンに戻ると、周囲の人々は彼がどのような大統領を目指しているのか分からず、不安な反応を示す。しかし、ジョンソンの大統領就任は、ジョンソンが南部出身であることと、彼が公民権法制定の推進に終止符を打つと信じていることから、ラッセルと南部民主党を歓喜させる。ジョンソンは、ケネディ大統領の補佐官たちに政権に留まるよう依頼するが、同時に、自分に仕えたくないような場合は去るという選択肢も与える。ジョンソンの下に留まるべきか、それともジョン・ケネディの後継者としてボビーを支持し続けるか、彼らの間で議論が続く。ジョンソンは妻に自分自身の疑問を明かし、このような状況で大統領の座を継承するよりも、むしろ自分自身の意志で大統領の座を失ったほうが良かったのではないかと語る。
ジョンソンは最終的に、国を癒し、大統領の職を確実に機能させるための最善の方法は、ケネディの後継者としてだけでなく、ケネディの遺志を継ぐ者としても、自分自身をしっかりと示すことであると判断した。ラッセルが自分の努力を妨害するであろうことを承知しながらも、彼はそれまでの妥協戦略を放棄する。ラッセルから、個人的にも公民権を支持するのかと問われると、自分の黒人女性の料理人が、自分が運転する車でワシントンから南部を通ってテキサスのジョンソン牧場に移動する際、どんなに大変な思いをしたかを語るのだった。ジョンソンは、公民権法案への支持要請を始める一方、ケネディのスピーチライター、テッド・ソレンセンに上下両院合同会議で行う予定の演説を書くよう依頼する。この演説はケネディ氏への追悼の意とジョンソン氏自身の就任演説を兼ねたものだった。ジョンソンは議会で「続けようではないか（Let Us Continue）」演説を行い、上下両院の議員から喝采を受ける。感動を露にするヤーボロー上院議員、不機嫌ながらも敬意を示すラッセル上院議員、そして兄の遺産をライバルであるジョンソンに明け渡さなければならず非常に不満なボビー・ケネディなどからである。
最終盤では、1964年7月2日、ジョンソンが「1964年の公民権法」に署名し、ケネディの夢を実現させる様子が映る。同年11月3日、ジョンソンは大統領選挙でバリー・ゴールドウォーター上院議員を破り、44の州で勝利し、一般投票の61.1%を獲得し、1820年以来最大の勝利差となった。次の任期中、ジョンソンは「偉大なる社会」立法を押し進めた。「1965年の投票権法」、メディケア（高齢者向けの医療補助）、メディケイド（低所得者向けの医療補助）、ヘッド スタート（低所得家庭の子供への支援）などの事業である。しかし、ジョンソンのベトナム戦争への介入の拡大はアメリカ兵の戦死者数の増加と反戦抗議活動の激化につながり、1968年までに彼の人気は急落し、ボビー・ケネディを含む党内からの挑戦を引き起こすこととなった。 1968年3月31日、ジョンソンは大統領への再任を求めないことを宣言し、現在までの処、再選を見送った最後の現職大統領となっている（注：2024年の大統領選挙では現職のバイデン大統領が出馬を取り止めている）。

## キャスト
※括弧内は日本語吹替

### ジョンソン政権
- リンドン・B・ジョンソン - ウディ・ハレルソン（内田直哉）：第36代合衆国大統領
- レディ・バード・ジョンソン - ジェニファー・ジェイソン・リー（深見梨加）：リンドンの妻
- ジョージ・リーディ（英語版） - ジョン・エリソン・コンリー：ホワイトハウス報道官（1964-65）
- ビル・モイヤーズ（英語版） - オリヴァー・エドウィン：ホワイトハウス報道官（1965-67）
- ウォルター・ジェンキンス（英語版） - C・トーマス・ハウエル：ジョンソンの側近
- フアニータ・ロバーツ - ケイト・バトラー：ジョンソンの秘書

### ケネディ政権
- ジョン・F・ケネディ - ジェフリー・ドノヴァン（関口雄吾）：第35代合衆国大統領
- ジャクリーン・ケネディ - キム・アレン（英語版）：ジョンの妻
- ロバート・F・ケネディ - マイケル・スタール＝デヴィッド（英語版）（峰晃弘）： 司法長官（ジョンの実弟）
- ケネス・オドネル - マイケル・モーズリー（英語版）： 大統領特別補佐官
- アーサー・M・シュレジンジャーJr - ウォレス・ランガム：大統領補佐官
- ピエール・サリンジャー（英語版） - リッチ・ソマー： ホワイトハウス報道官
- テッド・ソレンセン - ブレント・ベイリー（英語版）： 大統領のスピーチライター

### 有力政治家等
- リチャード・ラッセル上院議員 - リチャード・ジェンキンス（櫻庭裕士）：ジョージア州選出（民主党）
- ラルフ・ヤーボロー上院議員 - ビル・プルマン（安原義人）：テキサス州選出（民主党）
- ヒューバート・ハンフリー上院議員 - ダグ・マッケオン（英語版）：ミネソタ州選出（民主党）・1965年1月からジョンソンの副大統領
- エヴァレット・ダークセン上院議員 - ゲイリー・グラッブス：イリノイ州選出（共和党上院院内総務）
- ジョン・コナリー - ジョン・バーク： テキサス州知事（民主党）
- ラリー・オブライエン（英語版） - ティム・ランサム： 郵政長官
- ジャック・ヴァレンティ（英語版） - ダレル・ガリビュー（英語版）： アメリカ映画協会会長
- ルーファス・ヤングブラッド（英語版） - ブライアン・ステパニック： ケネディ暗殺時にジョンソンを護衛していたシークレットサービス員

## 製作
ジョーイ・ハートストーンが執筆した本作の脚本は2014年のブラックリスト入りを果たしていた。2015年6月16日、ロブ・ライナーが監督に、ウディ・ハレルソンが主演に起用されたとの報道があった。7月22日、リチャード・ジェンキンスがキャスト入りした。27日、ビル・プルマンが本作に出演することになったと報じられた。8月19日、キム・アレンがジャクリーン・ケネディ役に起用されたとの報道があった。9月14日、ジェニファー・ジェイソン・リーの出演が決まったと報じられた。
本作の主要撮影は2015年9月21日にニューオーリンズで始まり、同年12月中に終了した。

## 公開・興行収入
2016年8月30日、エレクトリック・エンターテインメントが本作の全米配給権を購入したと報じられた。9月9日、本作は第41回トロント国際映画祭でプレミアを迎えた。
本作は『マイティ・ソー バトルロイヤル』及び『バッド・ママのクリスマス』と同じ週に封切られ、公開初週末に100万ドルから130万ドルを稼ぎ出すと予想されていたが、この予想は的中した。2017年11月3日、本作は全米659館で公開され、公開初週末に110万ドルを稼ぎ出し、週末興行収入ランキング初登場14位となった。

## 評価
映画批評集積サイトのRotten Tomatoesには75件のレビューがあり、批評家支持率は55%、平均点は10点満点で5.7点となっている。サイト側による批評家の見解の要約は「『LBJ ケネディの意志を継いだ男』はリンドン・ジョンソンという人物の複雑な姿を把握し損ねている。一般的に言って、伝記映画は対象人物の人格とキャリアに存する狡猾な側面を好むものだが、同作はそれらを無視している。」となっている。また、Metacriticには19件のレビューがあり、加重平均値は54/100となっている。